# La Frontière : Roman de taïga
La Frontière : Roman de taïga (en russe : Граница. Таёжный роман) est un feuilleton télévisé russe réalisé par Alexandre Mitta dont le premier épisode est sorti le 13 décembre 2000 sur la principale chaîne de télévision russe Pierviy Kanal.

## Distribution
- Alexeï Gouskov : capitaine Nikita Golochtchiokine
- Marat Bacharov : lieutenant Ivan Stolbov
- Olga Boudina : Marina Golochtchiokina, infirmière, femme de Nikita
- Elena Panova : Galina Jgout, amie de Marina
- Mikhaïl Efremov : lieutenant Alexeï Jgout, mari de Galina
- Renata Litvinova : Albina Voron, amie de Marina et Galina
- Andreï Panine : major Viatcheslav Voron, mari d'Albina
- Vladimir Simonov (ru) : Vadim Glinski, chanteur, amant d'Albina
- Galina Polskikh : Maria, femme du commandant de garnison
- Vladimir Vdovitchenkov : soldat en patrouille
- Alexandre Bachirov : clown
- Alexandre Robak : passager du train se faisant passer pour le garde du corps
- Alexandre Mitta : passager du train

## Fiche technique
- Producteur : Constantin Ernst, Anatoli Maximov (ru)
- Réalisateur : Alexandre Mitta
- Scénariste : Zoïa Koudria (ru)
- Photographie : Sergueï Astakhov (ru)
- Musique : Maxime Dounaïevski, Igor Matvienko
- Studios : Studio d'Alexandre Mitta
- Langue : russe